# Tyrotama fragilis
Tyrotama fragilis là một loài nhện trong họ Hersiliidae. T. fragilis được miêu tả năm 1928 bởi George Newbold Lawrence.